# Valea Argovei
Valea Argovei est une commune roumaine située dans le județ de Călărași.